# August Friedrich Hahn
August Friedrich Hahn (* 1. Mai 1789 in Stuttgart; † 28. März 1867 Darmstadt) war Präsident des Oberappellationsgerichts Darmstadt und Abgeordneter der Ersten Kammer der Landstände des Großherzogtums Hessen.

## Familie
Die Familie von August Friedrich Hahn war evangelisch. Sein Vater war der hessische Generalleutnant der Artillerie, Georg Gottlieb Hahn (1756–1823), seine Mutter Johanna Rosina, geborene Föhr (1756–1839), stammte aus Stuttgart.
August Friedrich Hahn heiratete zwei Mal:
1. Charlotte Franziska Auguste Marianne Hoffmann (1802–1834) am 16. Oktober 1820 in Jugenheim. Sie war die Tochter von August Konrad Hofmann, Großherzoglich Hessischer Finanzminister, und von Sophie Henriette, geborene Metzler (1772–1825).
2. Marie Henriette Amalie Hoffmann (1806–1846) am 18. Februar 1837 in Darmstadt. Sie war die Tochter von Wilhelm Ludwig Hoffmann und Marie Elisabeth, geborene Kick.

Die Kinder von August Friedrich Hahn stammten alle aus der ersten Ehe:
- Georg August Hahn (1821–1886), Präsident der Oberrechnungskammer des Großherzogtums Hessen
- Friedrich Ernst Johann Karl Hahn (1824–1902), Rechnungsrat bei der Hauptstaatskasse des Großherzogtums Hessen
- Johann August Friedrich Hahn (1828–1892), Geheimer Obersteuerrat in Darmstadt

## Karriere
August Friedrich Hahn besuchte das Gymnasium in Darmstadt. Anschließend studierte er 1807 bis 1809 Rechtswissenschaft an der Landesuniversität Gießen und anschließend 1809 noch ein Semester an der Universität Heidelberg, an der er – ebenfalls noch 1809 – die Fakultätsprüfung ablegte.
Seine berufliche Laufbahn begann er 1810 als Akzessist am Hofgericht Darmstadt. 1812 wurde er dort Hofgerichts-Assessor und 1817 Hofgerichtsrat. 1818 gehörte er zur Erstbesetzung des Provisorischen Kassations- und Revisionsgerichtshofs für die Provinz Rheinhessen, des obersten Gerichtshofs für den Bereich des Großherzogtums, in dem französisches Recht galt. 1832 wurde der Provisorische Kassations- und Revisionsgerichtshof für die Provinz Rheinhessen aufgelöst und seine Aufgaben dem Oberappellationsgericht übertragen. Das höchste Gericht des Landes bezeichnete sich nun als Ober-Appellations- und Cassations-Gericht August Friedrich Hahn wurde dorthin übernommen 1855 dessen „Erster Direktor“ und 1857 Präsident des Gerichts.
1857 ernannte ihn Großherzog Ludwig III. zum Mitglied der Ersten Kammer der Landstände des Großherzogtums Hessen auf Lebenszeit. August Friedrich Hahn hatte das Mandat bis 1865 inne, als er darauf verzichtete. 1858 ernannte ihn der Großherzog zum außerordentlichen Mitglied des Staatsrates.
Am 18. März 1867 wurde er auf eigenen Wunsch pensioniert. Wenige Tage später starb er.

## Ehrungen
- 1842 erhielt er das Ritterkreuz des Verdienstordens Philipps des Großmütigen und ebenfalls
- 1842 das Ritterkreuz I. Klasse des Großherzoglich Hessischen Ludwigsordens.
- 1854 erhielt er den Titel „Geheimrat“.
- 1855 promovierte ihn die Universität Gießen zum Ehrendoktor.
- 1858: Komturkreuz II. Klasse des Verdienstordens Philipps des Großmütigen
- Anlässlich seines 50-jährigen Dienstjubiläums 1860 erhielt er den Titel „Wirklicher Geheimrat“ mit der Anrede „Exzellenz“.
- 1863 verlieh ihm der Großherzog das Komturkreuz I. Klasse des Verdienstordens Philipps des Großmütigen
- 1867, anlässlich seiner Pensionierung nach 57 Dienstjahren, verlieh ihm der Großherzog das Kommandeurkreuz I. Klasse des Ludewigsordens